# Hyophila crispula
Hyophila crispula là một loài Rêu trong họ Pottiaceae. Loài này được (Sakurai) Sakurai mô tả khoa học đầu tiên năm 1954.